# Embalse de El Pardo
El embalse de El Pardo se localiza en el monte del homónimo, dentro de su cerca. Se encuentra situado en el término municipal de Madrid (España), concretamente en el distrito de Fuencarral-El Pardo, el más grande de la ciudad. Pertenece a Patrimonio Nacional, el organismo que gestiona el espacio protegido del Monte de El Pardo. Está integrado dentro del Parque Regional de la Cuenca Alta del Manzanares.
El embalse está construido sobre el río Manzanares y a él también vierte sus aguas el arroyo de Manina, uno de los afluentes de este río. Su función es regular las presas de canalización del Manzanares, a su paso por la capital.

## Características

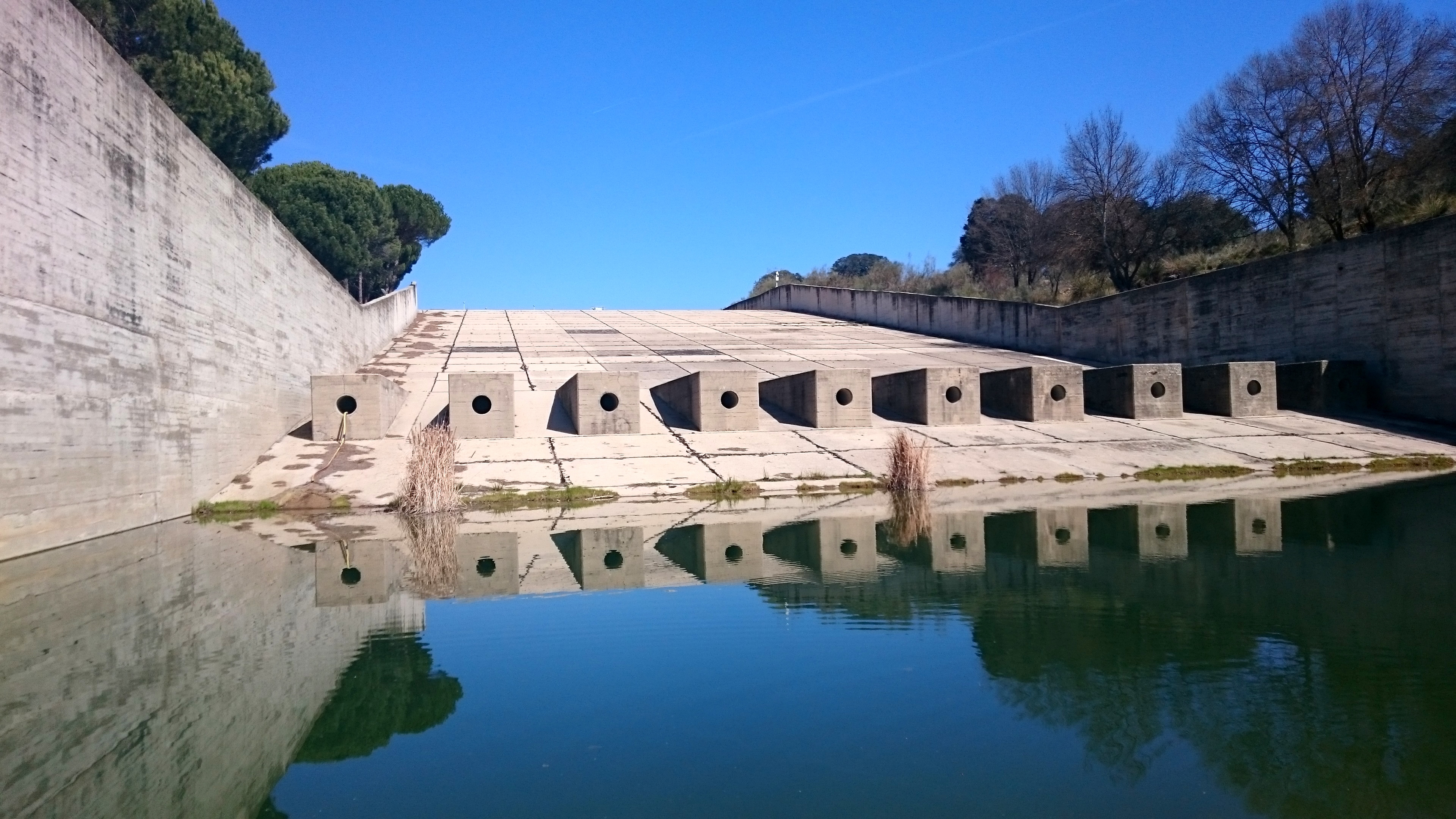
Aliviadero del embalse

El embalse de El Pardo terminó de construirse en el año 1970 bajo la Jefatura del Estado de Francisco Franco. La presa integra un dique de tierra y alcanza una altura máxima sobre el cauce de 35 metros de altura. Su longitud en coronación es de 830 metros. 
El embalse inunda la parte central del Monte de El Pardo, donde discurre formando una larga y estrecha franja. Ocupa una superficie de 550 hectáreas y se extiende, siguiendo la vertical norte-sur, desde prácticamente la linde entre Colmenar Viejo y Madrid hasta escasos kilómetros antes de llegar al pueblo de El Pardo, en las proximidades de su cementerio. 
Tiene una capacidad de almacenaje de 45 hm³ y dispone de un aliviadero de compuertas que puede desaguar hasta 750 m³ por segundo.

## Valores ambientales

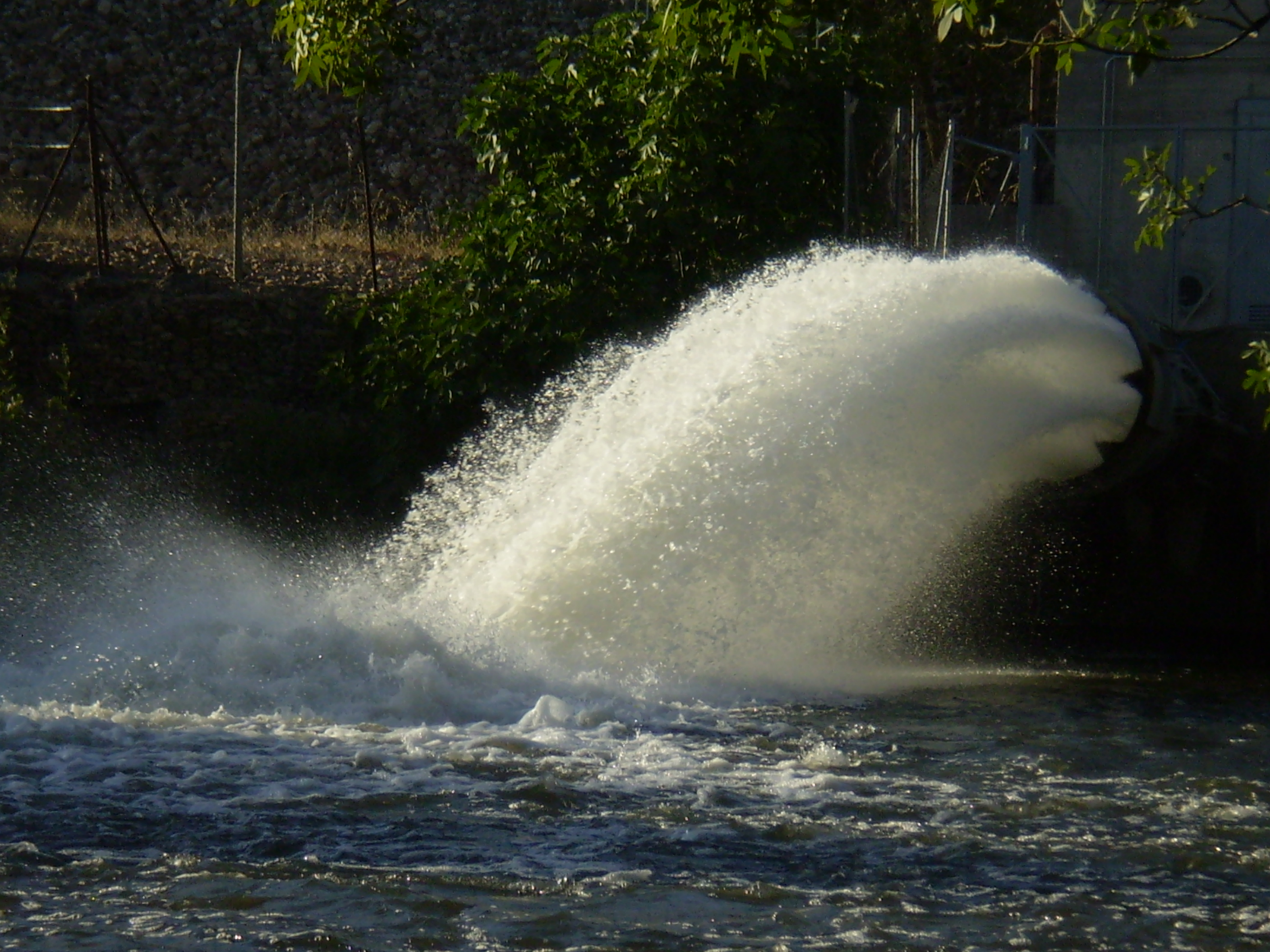
El río Manzanares, salvada ya la presa.

La construcción del embalse evito las inundaciones que periódicamente el río Manzanares provocaban daños en Madrid. Alguna crecida incluso destruyó puentes, como el Puente Verde de la Florida.
La construcción del embalse afectó a la fauna piscícola del río, que pasó de contar con siete especies autóctonas censadas a sólo dos, el barbo común y la boga de río, esta última con apariciones muy puntuales. A cambio se introdujeron especies exóticas, que, como el lucio, fueron llevadas al embalse para compensar la carencia de depredadores, con consecuencias drásticas sobre el ecosistema.
A pesar de estos efectos, alrededor del embalse se ha desarrollado una importante población de aves acuáticas, tanto invernantes como nidificantes. Entre las especies catalogadas, destacan el águila pescadora, la cigüeña negra, el cormorán grande, la grulla común, la gaviota reidora y varias especies de anátidas. A ello se une la existencia de diferentes especies piscícolas y anfibias. 
El embalse de El Pardo aparece en el catálogo regional de zonas húmedas, por su valor faunístico y paisajístico.

## Crecida de 2025

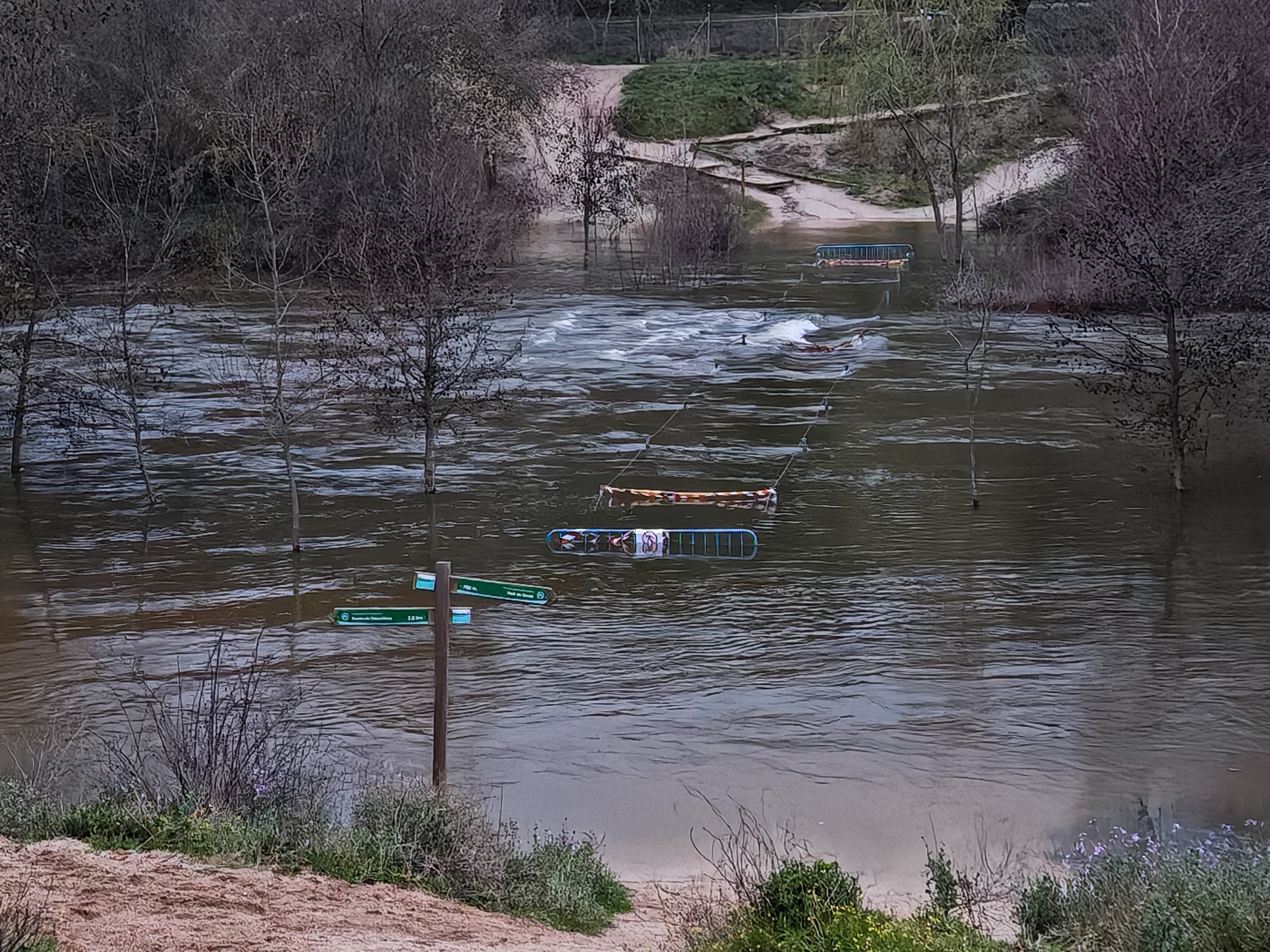
El Manzanares a su paso por la pasarela de Mingorrubio durante la crecida de marzo de 2025.

En marzo de 2025, el embalse de El Pardo experimentó una situación excepcional debido a las intensas precipitaciones provocadas por la borrasca Martinho. En apenas una semana, el volumen de agua embalsada aumentó más del 50 %, pasando de 14 hm³ a 36 hm³, lo que supuso alcanzar el 88 % de su capacidad total de 43 hm³.
Ante el riesgo de desbordamiento, la Confederación Hidrográfica del Tajo ordenó aumentar el caudal de desembalse hasta 60.000 litros por segundo. Como resultado, el caudal del río Manzanares se multiplicó por quince, alcanzando los 45,5 m³/s.
El Ayuntamiento de Madrid activó el nivel 1 del Plan de Inundaciones y prohibió el acceso a las zonas no encauzadas del río entre Mingorrubio y el Puente de los Franceses. Se desplegaron patrullas de la Policía Municipal, guardas forestales y unidades del Ejército de Tierra para vigilar las riberas y garantizar la seguridad ciudadana.
La crecida también tuvo efectos sobre la fauna local. Diversas especies de aves acuáticas, como patos y gallinetas, se vieron desplazadas de sus hábitats habituales, apareciendo en espacios urbanos como la Fuente de Cibeles o la Puerta del Sol.